# Anna Utenhoven

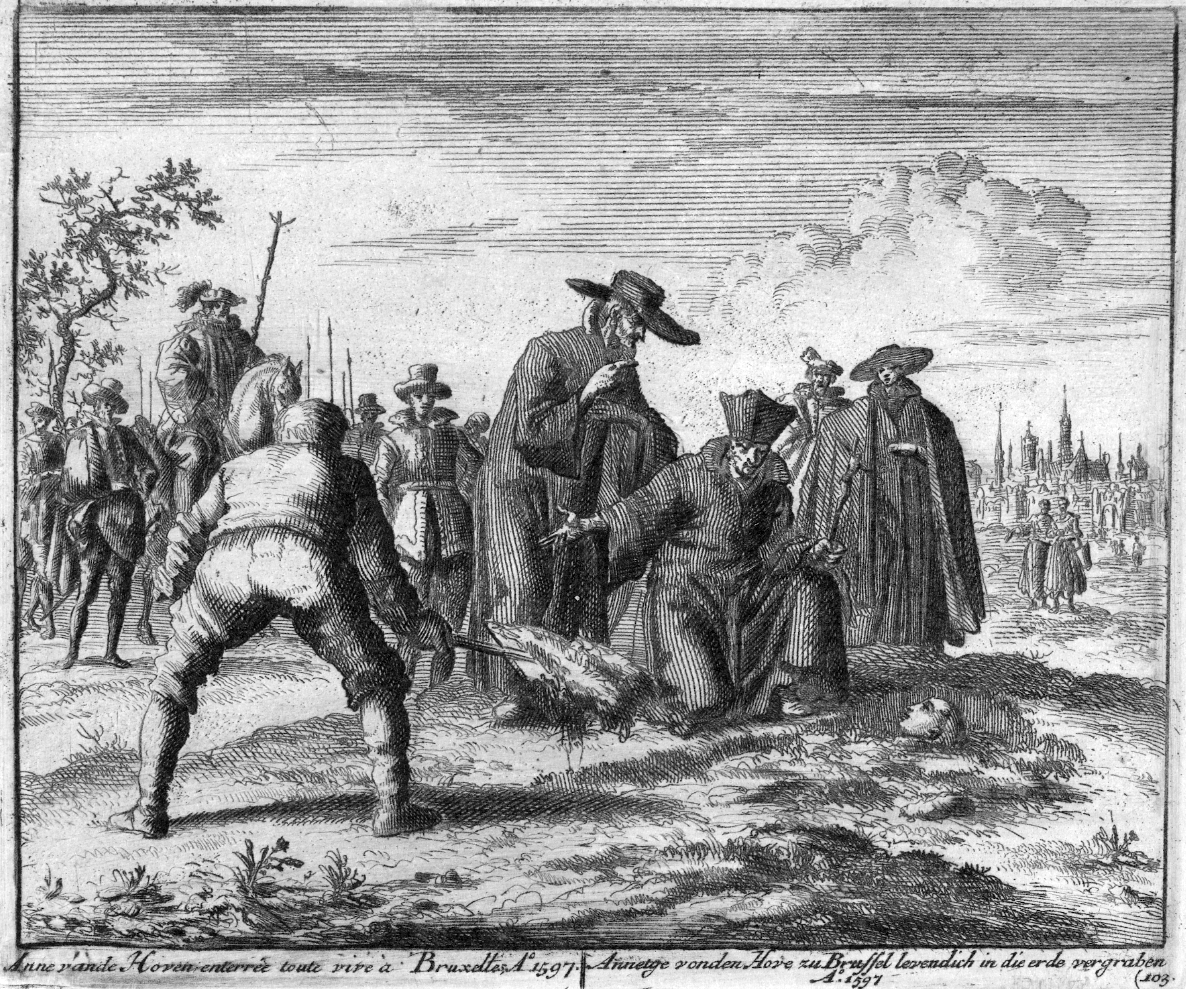
Prent van Jan Luyken (ca. 1683-85)

Anna Utenhoven, soms van den Hove, met haar eigenlijke naam Anneke Emels (Gent, 1552 – Vilvoorde, 19 juli 1597) was een doopsgezinde vrouw die veroordeeld werd voor ketterij. Zij werd op 45-jarige leeftijd levend begraven te Vilvoorde. 

## Leven
Anna was vermoedelijk een buitenechtelijk kind van een vader genaamd Utenhoven. Ze was dertien jaar dienstbode bij de rijke zusters Anna en Catharina Rampaerts, eerst in Antwerpen en dan in Brussel. Daar woonde ze al negen jaar, zonder dat de pastoor van de Kapellekerk, François Elandt, haar vaak te zien kreeg. Toen haar tante Goedele in december 1594 een beroerte kreeg en stervende was, riep niet Anneke maar Lambrecht Vasseur, bij wie de moeder inwoonde, de priester erbij. Kort daarop deed deze aangifte van ketterij. Op 21 december 1594 werd Anna gearresteerd, net als de zusters Rampaert, en opgesloten in de Treurenberggevangenis. Ze kreeg er bezoek en aanmoedigingen van Jan de Bla, die daarop zelf werd aangehouden en vervolgd voor heterodoxe denkbeelden.
Utenhoven weigerde haar geloof af te zweren en werd op 7 maart 1595 schuldig bevonden door de officiaal van het aartsbisdom Mechelen. De wereldlijke overheid, die de straf moest uitspreken, talmde. Pas na herhaald aandringen van landvoogd Albrecht van Oostenrijk in eigen persoon trad procureur François van den Eede in actie. Op 18 juni 1597 vorderde hij dat Anna Utenhoven ter dood zou worden gebracht en haar goederen ten voordele van de landvoogd geconfisqueerd. Nog steeds weigerde ze haar geloof te herroepen. Ze bood aan om naar Holland te emigreren, maar dit werd haar door de Raad van Brabant geweigerd. Ze werd veroordeeld en op 19 juli 1597 naar de Haerenheyde (nu grondgebied Zaventem) gevoerd om levend te worden begraven. Met slechts haar hoofd nog boven de aarde, weigerde ze een laatste keer zich te herroepen.
Waarschijnlijk werd Anna zo zwaar bestraft omdat de pas aangetreden landvoogd Albrecht een daad wilde stellen om zich te bewijzen. Traditioneel wordt Anneke Utenhoven beschouwd als de laatste in een rij van protestantse martelaren die bijna 75 jaar eerder begonnen was met Hendrik Voes en Johannes van Essen. Na haar executie opteerden de autoriteiten ervoor om ketters te bestraffen met verbanning en zware geldboeten. Nochtans waren er nog sporadisch executies tot 1613.
De terechtstelling werd aangegrepen in de Republiek om tegen vredesonderhandelingen met de Spanjaarden te pleiten. In een pamflet van Jacob van de Vivere waarin haar dood wordt beschreven, wordt deze gevolgtrekking uitdrukkelijk gemaakt. Haar lotgevallen werden in 1597  beschreven in een calvinistische hymne. Ook in de Martelaersspiegel van Thieleman van Braght kreeg haar dood een voorname plaats.

## Voetnoten
1. ↑  Bram Vannieuwenhuyze (red.), Uytenhove, Anne in: Wie is wie in laatmiddeleeuws Brussel, webdatabank Universiteit Gent – Caldenberga, sinds 2020
2. ↑  Anne-Laure Van Bruaene, Om beters wille: rederijkerskamers en de stedelijke cultuur in de Zuidelijke Nederlanden 1400-1650, 2008, p. 300 n. 202
3. ↑  Anton van der Lem, Anna van den Hove, Dutch Revolt website (bezocht 18 december 2023)
4. ↑  Aline Goosens, Les Inquisitions modernes dans les Pays-Bas méridionaux (1520-1633), 2 dln., 1998
5. ↑  Jacobus Viverius, De uyt-spraecke van Anna Uyt Den Hove (Die te Brussel om de suyvere leere moordadelick is ghedolven gheweest), Leiden, Christoffel Guyot, 1598
6. ↑  Van een Jonghe Dochter, die binnen Brussel levendich gedolven is, om datse den Naem Jesu Christi heeft beleden